# Ott Lepland
Ott Lepland (n. 17 mai 1987, Tallinn, Estonia) este un cântăreț eston, reprezentantul acestei țări la Concursul Muzical Eurovision 2012 care s-a desfășurat la Baku, Azerbaidjan cu melodia „Kuula” (Ascultă). Ott Lepland s-a făcut remarcat după ce a câștigat al treilea sezon al concursului Eesti otsib superstaari. 

## Discografie
- "Oti jõululaulud" (Seafarm Recs; 1995)
- "Oti suvelaulud" (Seafarm Recs; 1996)
- "Ott ja Valged jänesed" (BG Muusik; 1996)
- "Ott ja sõbrad" (BG Muusik; 1996)
- "Ott Lepland" (Crunch Industry; 2010)
- "Laulan ma sind" (Crunch Industry; 2011)

## Single-uri
- "Otsides ma pean su jälle leidma" (Decembrie 2009)
- "Süte peal sulanud jää" (Februarie 2010)
- "Läbi öise Tallinna" (Aprilie 2010)
- "Üheskoos on olla hea" (Iunie 2010)
- "Kohtume jälle" (Octombrie 2010)
- "Sinuni" (cu Lenna Kuurmaa) (Decembrie 2010)
- "Öö" (Aprilie 2011)
- "Tunnen elus end" (Octombrie 2011)
- "Kuula" (Ianuarie 2012)